# Axinyssa tenax
Axinyssa tenax är en svampdjursart som beskrevs av Gustavo Pulitzer-Finali 1993. Axinyssa tenax ingår i släktet Axinyssa och familjen Halichondriidae. Inga underarter finns listade i Catalogue of Life.